# Premi de la Crítica de narrativa castellana
El Premi de la Crítica va ser creat l'any 1956 i es concedeix als millors llibres de narrativa i poesia publicats a Espanya al llarg de l'any anterior en les quatre llengües de l'Estat (castellà, català, basc i gallec). El jurat està format normalment per 22 membres de l'Associació Espanyola de Crítics Literaris. És un guardó sense dotació econòmica.

## Premiats en narrativa castellana
- 1956 - Camilo José Cela (Espanya, 1916-2002) per La catira
- 1957 - Rafael Sánchez Ferlosio (Espanya, 1927) per El Jarama
- 1958 - Ignacio Aldecoa (Espanya, 1925-1969) per Gran Sol
- 1959 - Ana María Matute (Espanya, 1925-2014) per Los hijos muertos
- 1960 - Álvaro Cunqueiro (Espanya, 1912-1981) per Las crónicas de Sochantre
- 1961 - Elena Quiroga (Espanya, 1921-1995) per Tristura
- 1962 - Ramiro Pinilla (Espanya, 1923) per Las ciegas hormigas
- 1963 - Miguel Delibes (Espanya, 1920) per Las ratas
- 1964 - Mario Vargas Llosa (Perú, 1936) per La ciudad y los perros
- 1965 - Alejandro Núñez Alonso (Espanya, 1905-1982) per Gloria en subasta
- 1966 - Ignasi Agustí i Peypoch (Espanya, 1913-1974) per 19 de julio
- 1967 - Mario Vargas Llosa (Perú, 1936) per La casa verde
- 1968 - Luis Berenguer (Espanya, 1924-1979) per El mundo de Juan Lobón
- 1969 - Francisco García Pavón (Espanya, 1919-1989) per El rapto de las sabinas
- 1970 - Jesús Fernández Santos (Espanya, 1926-1988) per El hombre de los santos
- 1971 - Alfonso Grosso (Espanya, 1928-1995) per Guarnición de silla
- 1972 - Francisco Ayala (Espanya, 1906) per El jardín de las delicias
- 1973 - Gonzalo Torrente Ballester (Espanya, 1910-1999) per La saga/fuga de J. B.
- 1974 - Corpus Barga (Espanya, 1887-1975) per Los galgos verdugos
- 1975 - José Manuel Caballero Bonald (Espanya, 1928) per Ágata, ojo de gato
- 1976 - Eduardo Mendoza (Espanya, 1943) per La verdad sobre el caso Savolta
- 1977 - No es va concedir per regularització de dates
- 1978 - José Donoso (Chile, 1924-1996) per Casa de campo
- 1979 - Juan Carlos Onetti (Uruguay, 1909-1994) per Dejemos hablar al viento
- 1980 - Pedro Vergés (Rep. Dominicana, 1945) per Sólo cenizas hallarás (Bolero)
- 1981 - José María Guelbenzu (Espanya, 1944) per El río de la luna
- 1982 - Juan García Hortelano (Espanya, 1928-1992) per Gramática parda
- 1983 - Juan Benet (Espanya, 1927-1993) per Herrumbrosas lanzas
- 1984 - Luis Goytisolo (Espanya, 1935) per Estela del fuego que se aleja
- 1985 - José María Merino (Espanya, 1941) per La orilla oscura
- 1986 - Luis Mateo Díez (Espanya, 1942) per La fuente de la edad

- 1987 - Antonio Muñoz Molina (Espanya, 1956) per El invierno en Lisboa

- 1988 - José Jiménez Lozano (Espanya, 1930) per El grano de maíz rojo

- 1989 - Luis Landero (Espanya, 1948) per Juegos de la edad tardía

- 1990 - Álvaro Pombo (Espanya, 1939) per El metro de platino iridiado

- 1991 - Francisco Umbral (Espanya, 1935) per Leyenda del César visionario

- 1992 - Javier Marías (Espanya, 1951) per Corazón tan blanco

- 1993 - Juan Marsé (Espanya, 1933) per El embrujo de Shanghai
- 1994 - Manuel Vázquez Montalbán (Espanya, 1939-2003) per El estrangulador
- 1995 - Luciano González Egido (Espanya, 1928) per El corazón inmóvil
- 1996 - Antonio Soler (Espanya, 1956) per Bailarinas muertas
- 1997 - Miguel Sánchez-Ostiz (Espanya, 1950) per No existe tal lugar
- 1998 - Isaac Montero (Espanya, 1936) per Ladrón de lunas
- 1999 - Luis Mateo Díez (Espanya, 1942) per La ruina del cielo
- 2000 - Juan Marsé (Espanya, 1933) per Rabos de lagartija
- 2001 - Manuel Longares (Espanya, 1943) per Romanticismo
- 2002 - Enrique Vila-Matas (Espanya, 1948) per El mal de Montano
- 2003 - Juan Eduardo Zúñiga Amaro (Espanya, 1929) per Capital de gloria
- 2004 - Alberto Méndez (Espanya, 1941-2004) per Los girasoles ciegos
- 2005 - Ramiro Pinilla (Espanya, 1923) per Verdes valles, colinas rojas III. Las Cenizas del hierro
- 2006 - Eduardo Lago (Espanya, 1954) per Llámame Brooklyn
- 2007 - Rafael Chirbes (Espanya, 1949) per Creamatorio
- 2008 - David Trueba (Espanya, 1969) per Saber perder[1]
- 2009 - Andrés Neuman (Argentina, 1977), per El viajero del siglo[2]
- 2010 - Ricardo Piglia (Argentina, 1941), per Blanco nocturno
- 2011 - Ignacio Martínez de Pisón (Espanya, 1960), per El día de mañana
- 2012 - Clara Usón (Espanya, 1961) per La hija del Este[3]
- 2013 - Rafael Chirbes (Espanya, 1949) per "En la orilla"[4]
- 2014 - Andrés Ibáñez Segura (Espanya, 1961) per Brilla, mar del Edén[5]
- 2015 - Cristina Fernández Cubas (Espanya, 1945), per La habitación de Nona
- 2016 - Fernando Aramburu (Espanya, 1959), per Patria